# Japanse theeceremonie

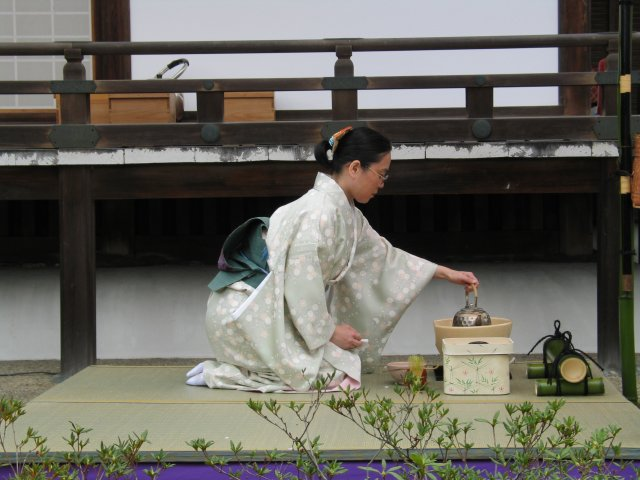
Theeceremonie

De Japanse theeceremonie (茶道, chadō of sadō, "weg van de thee"), ook chanoyu (letterlijk: "warm water voor de thee") genoemd, is een Japanse traditie waarin het drinken van thee is verheven tot een kunstvorm.
Een theeceremonie bestaat uit een serie vaststaande handelingen die na elkaar worden verricht, om optimaal te kunnen genieten van de thee. De ceremonie draagt bij aan de instandhouding van verscheidene tradities die Japan rijk is. De ceremonie is zo geconcentreerd en serieus van aard, dat het een deel is geworden van het belijden van het boeddhisme, met name van de zen-stroming binnen deze religie.
Theeceremonies worden onderverdeeld in twee categorieën: chakai (茶会) en chaji (茶事). Een chakai is een relatief eenvoudige bijeenkomst die zoetigheden, dunne thee (薄茶, usucha) en mogelijk een lichte maaltijd omvat. Een chaji daarentegen is veel formeler en omvat meestal een volledige kaiseki-maaltijd gevolgd door zoetigheden, dikke thee (濃茶, koicha) en dunne thee.

## Chaji
De chaji is een minimaal vier uur durende ceremonie met als doel de geest te bevrijden van alles wat hem bezwaart en belast. Naast het drinken van thee is er ook een maaltijd aan verbonden. Het theeritueel is sober en wordt gehouden in een theehuis. Dit theehuis bevindt zich in een theetuin. Alleen al de wandeling door deze theetuin is een heel speciale en mentale voorbereiding. In het theehuis treft men slechts rijstmatten op de vloer en nauwkeurig voorgeschreven theebenodigdheden. Alles gebeurt volgens vastgestelde regels. De bewegingen van de theemeester en de gasten zijn minimaal, vloeiend en doelmatig.
De zomer en de winter (het furo-seizoen van mei tot oktober en het ro-seizoen van november tot april) hebben elk hun eigen ritueel. Beide vormen verschillen wezenlijk van elkaar, zowel wat het verloop en de benodigdheden betreft alsook de sfeer. Bij furo hoort een verplaatsbaar kooktoestel, terwijl bij ro een in de vloer ingebouwde stookplaats wordt gebruikt. Er bestaan talloze varianten op de zomer- en winterrituelen.
In een wachtruimte verzamelen alle gasten zich op de afgesproken tijd. Zodra alle gasten aanwezig zijn, verplaatsen ze zich naar de tuin en nemen plaats op een bankje, waar ze wachten op de gastheer. Wanneer deze verschijnt begroet hij hen zwijgend met een diepe buiging. De gasten schrijden nu achter elkaar aan door de tuin, en wassen handen en mond bij een waterbekken. De entree naar de theeruimte is laag, zodat iedereen diep moet bukken. Deze houding drukt zowel nederigheid als respect uit, en doet het verschil in rang en stand verdwijnen.
De ruimte is sober ingericht. Niets mag de aanwezige afleiden; de zenweg moet het middelpunt van de theeweg zijn. In de platennis hangt een papierrol met een zenboeddhistische spreuk die van toepassing is op de gelegenheid en die door alle gasten wordt bestudeerd.
Zodra alle gasten zitten, verschijnt de gastheer (theemeester). Boven de stookplaats hangt een ijzeren waterketel waarin het water zacht kookt. De gastheer serveert een lichte maaltijd die uit meerdere gangen bestaat. Na de maaltijd legt de gastheer op ceremoniële wijze nieuwe houtkooltjes op de stookplaats. De gasten krijgen iets zoets om de smaakpapillen op de thee voor te bereiden. De gasten verlaten de ruimte en gaan terug naar de tuin. Daar wachten ze op het tweede deel van de ceremonie.
Met een slag op de gong worden de gasten geattendeerd op de start van het tweede deel van de ceremonie. In de nis waar net nog de papierrol hing, staat nu een vaas bloemen. De gastheer brengt dan de andere benodigdheden een voor een binnen. Als alle benodigdheden aanwezig zijn, begint de gastheer met strikt voorgeschreven handgebaren en bewegingen aan de voorbereiding van de thee. De aanwezigen zijn vol aandacht voor de klanken in de stilte. Nu zet de gastheer de kom met de dikke groene thee neer. Een van de gasten neemt de kom op en neemt drie slokjes, veegt de rand schoon met een vochtige doek en geeft de kom aan de volgende gast. Deze procedure wordt herhaald tot iedere gast van de thee gedronken heeft. Daarna sluit de theemeester dit onderdeel af, hij reinigt al het theegerei en laat het de gasten zien. Tot slot legt hij nogmaals kooltjes op het vuur.
Het volgende deel is minder formeel. Er wordt nu rustig gepraat. De gastheer serveert een klein zoet hapje. Ook het theegerei, een nieuwe theekom en een andere theesoort worden klaargezet. Hij bereidt voor iedere gast een kom met deze keer schuimig geklopte dunne thee. Hij heeft met iedere gast een kort afscheidsgesprekje. Dan beëindigt hij de ceremonie, waarna de gasten vertrekken en de gastheer alleen achterblijft in de theeruimte.

## Het zetten van de thee

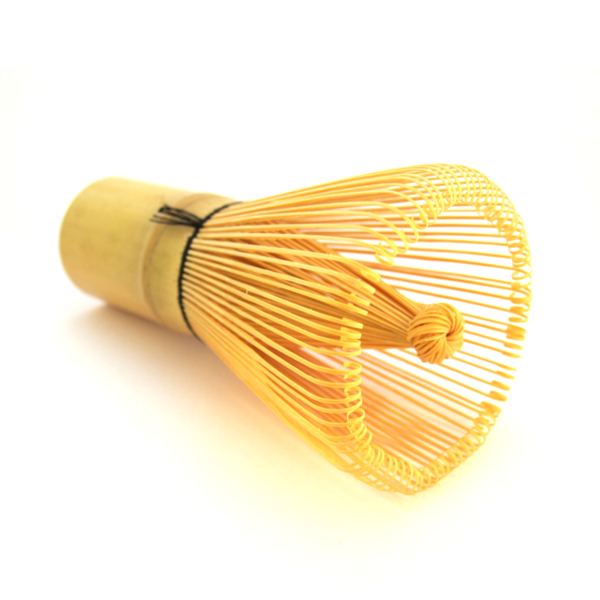
Chasen

De thee die in de Japanse theeceremonie wordt gedronken, is altijd groene thee, meestal matcha, een traditionele thee in poedervorm. Hiervoor worden verse, nog groene theebladeren gedroogd, geroosterd en ten slotte vermalen en bewaard in een houten lakdoos, natsume genoemd. Met een kleine houder van keramiek aan een houten steel, de chashaku, wordt het poeder afgemeten, waarna de houder wordt doorgegeven naar elke deelnemer van de ceremonie. Elke deelnemer heeft een eigen spatel van bamboe waarmee men een portie thee in zijn of haar theekommetje doet. Vervolgens wordt kokend water, dat wordt geschonken uit een gietijzeren ketel (tetsubin), over de thee in de kommetjes geschonken met een speciale lepel, de hishaku.
Als laatste gebruikt men de bamboe matchaklopper, deze wordt chasen genoemd, deze klopper wordt gebruikt om de thee op te kloppen waardoor een schuimige textuur ontstaat. Mede door dit opschuimen krijgt de thee een kenmerkende bittere smaak, die bij deze methode van theezetten ontstaat.

## Het drinken van de thee
Het drinken van de thee tijdens de ceremonie gebeurt in complete rust en stilte. Men zit in een meditatieve hurkzit: benen dubbel, leunend op de hielen. De traditionele theeceremonie maakt deel uit van een meditatietechniek die toegepast wordt door belijders van het zenboeddhisme en is daarom verbonden aan strikte regels en voorschriften betreffende de handelingen en houding van de deelnemers, en de plaats waar dit gebeurt. Het is vanzelfsprekend dat men een theeceremonie houdt in een Japans theehuis, en dat de inrichting hiervan compleet afgestemd is op de richtprincipes van zen en feng shui, om zo de doorstroming van energie te bevorderen.
Bij het ontvangen van de thee door de schenker, buigt men, zet de kom met thee op de linkerhand en draait deze met de rechterhand in drie korte bewegingen een volle 360 graden in de rondte, met de klok mee.

## Geschiedenis
Thee was lange tijd bekend in China. Omstreeks de 7e eeuw nam thee als genotsartikel in populariteit toe. Dit leidde ertoe dat thee ook werd geëxporteerd naar andere landen, waaronder Japan.
Rondreizende boeddhistische monniken namen tijdens hun pelgrimstochten thee uit China mee, en zodoende kwam thee in Japan terecht. Het was pas rond de 13e eeuw dat er door zenmonniken strikte regels werden opgesteld voor het drinken van een thee, dit als deel van hun geloofsovertuiging. De boeddhistische monnik Jukō (1422–1502) was de eerste die een aantal regels voor de theeceremonie opstelde, maar het was Sen no Rikyu (1522–1591) die de regels en de ceremonie tot een ware kunst verhief. Andere bekende theemeesters waren Murata Mokichi Shukō (1423–1502) en Takeno Jōō (1502–1555). Zij droegen bij aan de wijze waarop de theeceremonie tegenwoordig nog wordt uitgevoerd, meestal in een speciaal theehuis van de gastheer.
In latere jaren veranderden enkele aspecten van de theeceremonie. Zo werd in de 14e eeuw, tijdens het terugdringen van het belang van zenboeddhisme, van de theeceremonie een soort van intellectueel spel gemaakt. Vooral de hogere sociale kasten en de monarchie van Japan vermaakten zich met het raden naar de thee die werd gedronken tijdens de ceremonie. Daarnaast werd de aankleding van het theehuis een afspiegeling van de sociale rang van de persoon die de ceremonie gaf. Chinese kunst en verscheidene prestige-artikelen werden ter vertoning opgesteld in de theehuisjes.
In de 16e eeuw ontstond de chanoyu-ceremonie, waarbij het drinken van thee tijdens een theeceremonie werd gezien als verbroedering en het begraven van de strijdbijl. Het raden naar de thee was toen nog steeds populair, maar daarnaast werd het als teken van trouw en broederschap de gewoonte om met alle deelnemers van slechts één theekommetje gebruik te maken. Daarnaast ging de chanoyu-ceremonie ook om het zich terugtrekken van de buitenwereld en het opnieuw vinden van rust. Theehuisjes werden minder overdadig ingericht en kregen meer een simplistische, rustgevende uitstraling.